# ميشيلا كونراد
ميشيلا كونراد (بالألمانية: Michaela Konrad)‏ هي فنانة ورسامة توضيحية نمساوية، ولدت في 1972 في غراتس في النمسا.